# Worldline
Worldline - компанія, що спеціалізується на платіжних службах, є одним із світових лідерів на ринку термінальних платежів.
Компанія працює в Західній Європі, Сполучених Штатах, Латинській Америці, Китаї, Японії, Австралії та Африці.
Компанія була заснована у Франції в 1970-х рр, в сучасному вигляді зареєстрована у 1990 р.
У лютому 2020 року Worldline заявила про намір придбати компанію Ingenico, та угода була виконана 28 жовтня 2020 року.

## Акціонери
Список основних акціонерів станом на 31 грудня 2023.
| Акції у вільному обігу            | 83.9% |
| SIX Group AG.                     | 10.5% |
| Bpifrance                         | 4.5%  |
| Працівники                        | 0.7%  |
| Рада директорів та вищі керівники | 0.2%  |
| Worldline SA                      | 0.1%  |